# Krstinja
Krstinja – wieś w Chorwacji, w żupanii karlowackiej, w gminie Vojnić. W 2011 roku liczyła 82 mieszkańców.